# Chard (Creuse)
Chard ist eine Gemeinde in der Region Nouvelle-Aquitaine in Frankreich. Sie gehört zum Département Creuse, zum Arrondissement Aubusson und zum Kanton Auzances. Sie grenzt im Nordwesten an Châtelard, im Norden an Les Mars, im Nordosten und im Osten an Dontreix, im Süden an Mérinchal und im Westen an Lioux-les-Monges.

## Bevölkerungsentwicklung
| Jahr      | 1962 | 1968 | 1975 | 1982 | 1990 | 1999 | 2012 | 2018 |
| --------- | ---- | ---- | ---- | ---- | ---- | ---- | ---- | ---- |
| Einwohner | 307  | 282  | 261  | 215  | 204  | 173  | 203  | 208  |

## Sehenswürdigkeiten

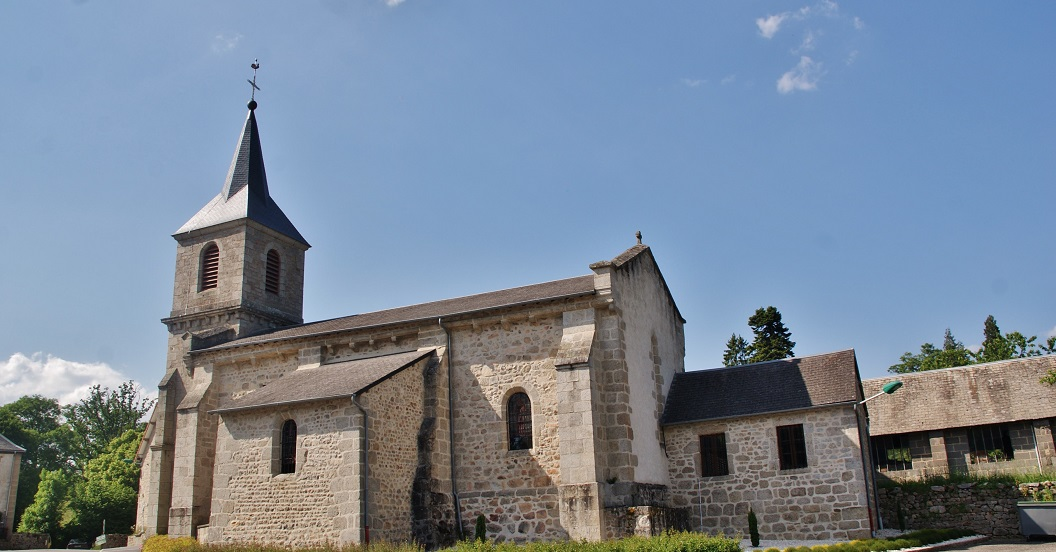
Kirche Saint-Pardoux

- Kirche Saint-Pardoux